# Fader og Søn
Fader og Søn er en stumfilm fra 1913 instrueret af Eduard Schnedler-Sørensen efter manuskript af Frederik Jacobsen.

## Handling
Denne artikel mangler et handlingsreferat. Hjælp os med at skrive det.

## Medvirkende
- Frederik Jacobsen - Stabssergent Holm
- Johanne Krum-Hunderup - Stabssergent Holms kone
- Aage Schmidt - Kaptajn Holm, søn af stabssergenten
- Else Frölich - Kaptajn Holms kone
- Lily Frederiksen - Barnet
- Alma Hinding
- Anton Gambetta Salmson
- Maggi Zinn